# Institut západní polokoule pro bezpečnostní spolupráci

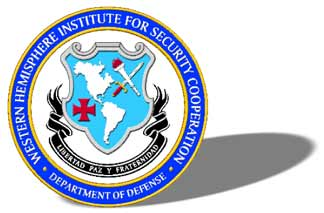
Oficiální pečeť Institutu západní polokoule pro spolupráci v otázkách bezpečnosti. Motiv kříže a červeno-modro-bílá trikolora se objevuje i na baretech jejích absolventů.

Western Hemisphere Institute for Security Cooperation (Institut západní polokoule pro spolupráci v otázkách bezpečnosti, WHISC nebo WHINSEC, dříve School of the Americas, Escuela de las Américas, Škola Amerik) je zařízení armády Spojených států amerických ve Fort Benning v okrese Columbus státu Georgie. Zřízen byl jakožto část National Defense Authorization Act (výnos o autorizaci národní obrany). Jeho motto je: „Svoboda, mír a bratrství“. Kompetencí institutu je „poskytnout profesionální vzdělání a výcvik“ při „povýšení demokratických hodnot, respektu k lidským právům, a znalost a pochopení zvyků a tradic Spojených států amerických.“
Institut západní polokoule pro spolupráci v otázkách bezpečnosti je výcvikové zařízení, vedené ve španělském jazyce, zejména určené pro vojenský personál Jižní Ameriky. Institut doposud navštěvovalo okolo 60 000 frekventantů; nyní je to asi 800–1000 studentů každý rok.
Rozpočet WHISC je 10 milionů dolarů a je hrazen z rozpočtu americké armády a poplatků za učení (tuition fees), placené skrze granty International Military Education and Training (mezinárodní vojenské vzdělání a výcvik – IMET), přidružné programy International Narcotics Control (mezinárodní kontrola narkotik – INC) a program Foreign Military Sales (zahraniční vojenské prodeje - FMS).
Toto zařízení bylo v minulosti mnohokrát obviňováno z podpory kontroverzních diktátorských režimů a tzv. eskader smrti.

## Historie
Toto zařízení bylo založeno v roce 1946 v Panamě ve Fort Gulick jako „Latinskoamerické výcvikové středisko - základní oddíl“. V roce 1963 dostalo název the School of the Americas (Škola Amerik [armády Spojených států amerických]). V roce 1984 byl výcvik přesunut do Fort Benning (v souvislosti se smlouvou o Panamském kanálu).
V roce 2000 zvyšující tlak na Kongres Spojených států, aby zastavil financování School of the Americas způsobil, že Pentagon zařízení přejmenoval na Institut západní polokoule pro spolupráci v otázkách bezpečnosti.
Podle Lesleyho Gilla, spolupracujícího profesora antropologie na americké univerzitě, „vybudování základního oddílu [latinskoamerického výcvikového střediska] se shodovalo s obnovením expanzívních ambicí Spojených států v Amerických subkontinentech a částečně zaplnilo vakuum moci, vytvořené druhou světovou válkou, která zpřetrhala dlouhotrvající vojenská vlákna mezi evropskými imperiálními mocnostmi – zejména Francie, Itálie a Německa“ (Gill, str. 62) Zatímco mnoho evropských národů čelilo nelehkému úkolu poválečné přestavby svých zemí, „vítězné a relativně netknuté Spojené státy se přesunuly k zaplnění vakua, zanechaného Evropany a konsolidaci jejich pozice jakožto globální supervelmoci.“

## Změny
Po právním zplnomocnění původního zrušení statutu the School of the Americas v roce 2001 a zřízení Institutu západní polokoule pro spolupráci v otázkách bezpečnosti se v tomto zařízení odehrálo několik změn. Byl vyvinut nový výcvikový program lidských práv a v současné době mají všichni frekventanti možnost tyto hodiny navštěvovat, s tím, že nemusejí dodržet předepsanou minimální osmihodinovou instruktáž v oblasti lidských práv, stejně jako tzv. due process, civilní kontrolu armády a její roli v demokratické společnosti.
Byl založen program train the trainer („nauč učitele“), který vybavuje frekventanty navštěvující tento kurz k návratu do své vlasti a založení hodin kurzu lidských práv sami za sebe. Navíc, výcvikové kurzy se zaměřením na rozvoj velitelských schopností, protidrogových operací, operací pro podporu míru, předcházení rizik nebo „jakýchkoli jiných, které sekretariát [ministerstva obrany] pojme za vhodné“. K vyhodnocení toho, zdali je zařízení „slučitelné s ekonomickými politickými cíli respektive k Latinské Americe a Karibské oblasti“ a revizi „životopisů, instrukcí, fyzické vybavenosti, účetních záležitostech a akademických metodách“ byla zřízena tzv. komise návštěvníků. Mnoho materiálu z oficiálních internetových stránek zařízení mluví o iniciativách souvisejících s lidskými právy, ale přes dojem, že toto zasahuje přes celý výcvikový program, bojové techniky, komando techniky, protipovstalecké metody a metody výslechu nejsou v oficiální prezentaci zmíněny. Na přímou otázku, týkajících se těchto technik a metod, WHINSEC tvrdilo, že nikdy neučilo techniky vyslýchání či jakékoli z ostatních předmětů na půdě tohoto zařízení. V listopadu 2006 dala, v reakci na protestní vigílii organizace SOA Watch, svolení k návštěvě zařízení veřejností.

## Kontroverze
Původní zařízení, the School of the Americas, bylo obviněno z toho, že páchalo státem sponzorovaný terorismus prostřednictvím armády Spojených států. V roce 2001 změnil Pentagon název a některé prvky poslání zařízení ve Fort Benning, aby reflektoval jeho potřeby v době po Studené válce. V roce 2005 byl představen návrh zákona na zrušení tohoto zařízení.
The School of the Americas (SOA) byly obviněny z výcviku členů parlamentu vinných ze závažných porušeních lidských práv a hájení technik, které porušují mezinárodně uznávané standardy, zejména ženevské úmluvy. Absolventi SOA čítají muže jako Hugo Bazer Suárez, Leopoldo Galtieri, Manuel Noriega, Efraín Ríos Montt, Vladimiro Montesinos, Guillermo Rodríguez, Omar Torrijos, Roberto Viola, Roerto D'Aubuission, Victor Escobar a Juan Velasco Alvarado. Protože mnoho z jejích frekventantů se pojí nebo bylo spřízněno s eskadrami smrti a státními puči v zemích Latinské Ameriky, stala se jednou ze zkratek the Schools of Assassins (škola zabijáků).
V minulých letech WHINSEC zprovoznil vetovací systém zaměřený na nepřijímání porušovatelů lidských práv. Ten by měl zabránit získat místo v institutu každému, kdo (nebo útvar, ve kterém sloužil) byl obviněn z porušování lidských práv.
Údajně ale stále zařízení vychovává porušovatele lidských práv. V roce 1992 komise OAS Inter-American Commission on Human Rights doporučila stíhání plukovníka Cida Diaze za účast na vraždě v tzv. masakru v Las Hojas v roce 1983. Jeho jméno je na seznamu porušovatelů lidských práv ministerstva zahraničí USA. Diaz byl přijat na institut v roce 2003.

### Výcvikové příručky
20. září 1996 uvolnil Pentagon několik výcvikových příruček připravených armádou Spojených států, používaných mezi lety 1987 a 1991 v Jižní Americe a the School of the Americas. Tyto konkrétní příručky jsou podobné plánům lekcí používaných SOA již od roku 1982. a podobné těm jako jsou nebo byly Projekt X a KUBARK. Podle Lisy Haugaardové z SOA Watch, tyto příručky učily represivní techniky a propagovaly porušování lidských práv napříč Jižní Amerikou a světem. Příručky obsahovaly pokyny v motivaci strachem, výnosy ze smrti nepřítele, křivá obvinění a uvěznění, mučení, popravy a únosy členů rodin cílových obětí. Joseph Kennedy řekl: „Tyto příručky učily taktice, která přišla přímo ze sovětského gulagu a nemá místo v civilizované společnosti.“ Pentagon přiznal, že tyto manuály byly „chyba“.

### Demonstrace
V druhé polovině listopadu se u vchodu do Fort Benning obvykle konají demonstrace. Na tu z roku 2005 přišlo 19 000 lidí. Datum demonstrace je stanovována na 16. listopad, jako smutné výročí masakru, kdy ve státě El Salvador v roce 1989 bylo zavražděno šest tamních jezuitských kněží a jedna žena se svojí dcerou na půdě Středoamerické Univerzity. Z 27 vojáků (citovaných dle Komise pravdy Spojených národů) bylo 19 absolventů the Scool of Americas. Lidé přicházejí uctít oběti absolventů SOA; i těch, kteří přežili

### Spoluúčast v zemích Latinské Ameriky
- V roce 2004 zastavila Venezuela veškerý výcvik svých vojáků na School of the Americas.[13]
- 28. dubna 2006 rozhodla vláda Argentiny, vedená prezidentem Nestorem Kirchnerem, zastavit posílání vojáků na výcvik do School of the Americas
- Vláda Uruguaye potvrdila, že bude pokračovat v současné politice neposílat vojáky do WHINSEC.[14][15]
- V roce 2007 rozhodl prezident Kostariky, Óscar Arias, zastavit posílání kostarických příslušníků policie do WHINSEC. Kostarika nemá armádu, ale do té doby posílala do tohoto zařízení okolo 2600 policejních důstojníků.

### SOA Watch
The School of the Americas Watch (hlídka školy Amerik - SOAW nebo SOA Watch) je organizace kladoucí si za cíl monitorovat praktiky School of the Americas resp. pozdějšího WHINSEC a upozorňovat na ně veřejnost. Je iniciátorem demonstrací před Fort Benning.

## Významní absolventithe School of the Americas
- Argentina: Leopoldo Galtieri, Roberto Eduardo Viola
- Bolívie: Hugo Banzer Suárez
- Kuba (v exilu): Luis Posada Carriles
- Ekvádor: Guillermo Rodríguez
- Salvador: Roberto D'Aubuisson
- Guatemala: Efraín Ríos Montt
- Panama: Manuel Noriega, Omar Torrijos
- Peru: Vladimiro Montesinos, Juan Velasco Alvarado

## School of the Americas v literatuře
Tematika výcvikového zařízení ve Fort Benning není veřejnosti (jak americké tak celosvětové) moc známé, a kromě nízkonákladových publikací organizace SOA Watch se o něm zmiňuje Joel Anderas ve své knize Válečná závislost: Ilustrovaný průvodce militarismem USA, kde o ní referuje jako o „teroristické základně na území USA“.

#### Oficiální
- Oficiální stránky institutu
- School of the Americas (defunct website)

#### Neoficiální
- Center for International Policy. Western Hemisphere Institute for Security Cooperation.
- World History Archives. History of the School of the Americas.
- Info Anarchy Wiki. School of the Americas.
- School of the Americas Watch. Updates & Actions.
- Axis of Logic. 20,000 demonstrate against US military torture training center.
- Latin America Working Group. Military Training Manuals.
- Council on Hemispheric Affairs. Torture is Un-American: The SOA and its Devastating Legacy. Archivováno 13. 8. 2006 na Wayback Machine.

#### Česky
- Spojené státy provádějí výcvik teroristů, George Monbiot, Britské listy, 31. října 2001
- Vějička evropské lidskoprávní politiky a vějička boje proti terorismu, Štěpán Kotrba, Britské listy, 16. ledna 2007
- Obchod s utrpením (o příručkách)
- School of Americas - škola zabijáků a masové hroby v Panamě aneb zavádění demokracie po americku, Jana Ridvalová, Britské listy, 29. února 2008